# Izenave
Izenave è un comune francese di 155 abitanti situato nel dipartimento dell'Ain della regione dell'Alvernia-Rodano-Alpi.

## Storia

### Simboli
Lo stemma è stato adottato nel 1991.

## Società

### Evoluzione demografica
Abitanti censiti